# Kanton Mercœur
Kanton Mercœur (francouzsky Canton de Mercœur) je francouzský kanton v departementu Corrèze v regionu Limousin. Tvoří ho 10 obcí.

## Obce kantonu
- Altillac
- Bassignac-le-Bas
- Camps-Saint-Mathurin-Léobazel
- La Chapelle-Saint-Géraud
- Goulles
- Mercœur
- Reygade
- Saint-Bonnet-les-Tours-de-Merle
- Saint-Julien-le-Pèlerin
- Sexcles